# タコマナローズ橋

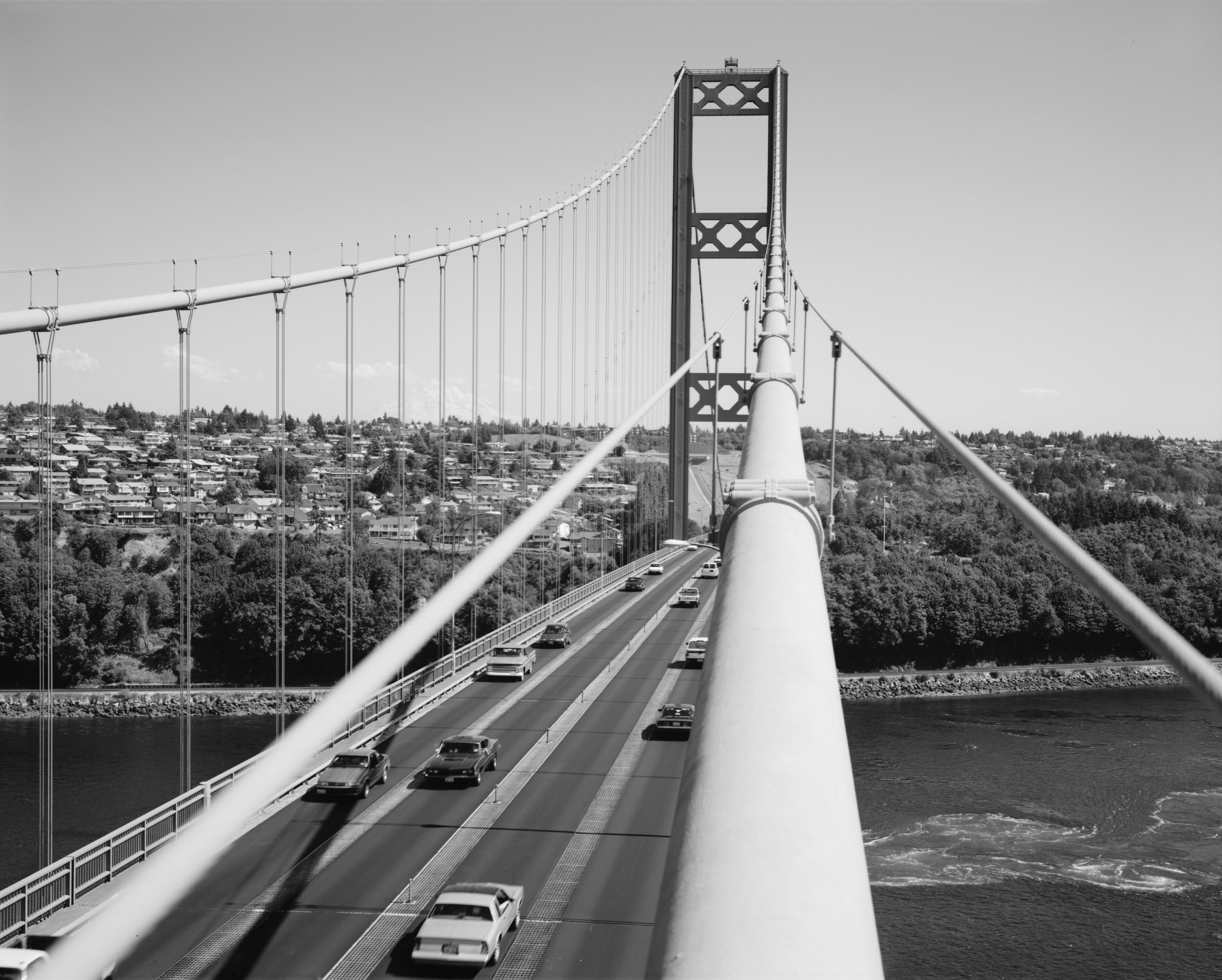
タコマナローズ橋、1950年の再建後のもの

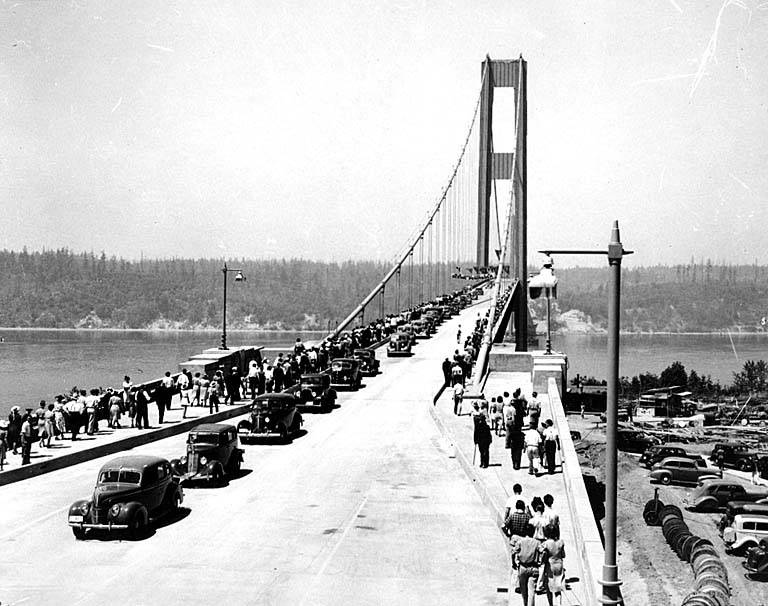
初代タコマナローズ橋の開通式（1940年7月）。1950年再建の橋（上の写真）に比べると幅が狭かったことがわかる

タコマナローズ橋（タコマナローズきょう、Tacoma Narrows Bridge：タコマ橋）はアメリカ合衆国ワシントン州ピュージェット湾口の海峡タコマナローズ (Tacoma Narrows) に架かる吊橋である。
初代の橋は設計上の問題により、架橋後間もない1940年11月7日、予想に満たない強風の影響で落橋した。なお、しばしば共振現象による破滅的な現象の例として言及されるが、共振であるとするのは誤解であると専門家によって度々指摘されており、東京大学工学部、工学博士の伊藤学によれば、「航空機でも問題となる失速フラッターと相通ずるもの」「いったん振動が始まると、空気力の負減衰効果によって振幅が発散する自励振動の一種」と解説している。

## 沿革
初代タコマナローズ橋は1940年7月1日に開通した有料道路橋であり、全長 1600メートル、吊径間 853メートル、幅員 11.9メートルを有していた。
太平洋側有数の港湾都市タコマ市と、アメリカ海軍有数の海軍工廠（造船所）があるブレマートン市などの位置するキトサップ半島地区を結ぶ目的で建設された。当時キトサップ半島の開発が進展する過程で、タコマナローズが交通の障害となり、通過にはフェリーを利用するか、湾の最奥まで遠回りする必要があったためである。
当時の最新理論（『たわみ理論』と呼ばれる。）に基づいて設計された世界一の強度とされ、架橋当時は世界で第3位の長さだった。当初設計は、アメリカでの橋梁設計の第一人者であったレオン・モイセイフによる。

## 架橋から落橋まで

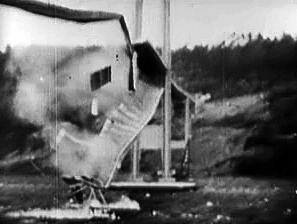
初代タコマナローズ橋の崩落（1940年11月7日）

1920年代から架橋計画は取り沙汰されていたものの、建設が決定されたのは1937年であった。設計は紆余曲折ののちモイセイフに委嘱され、1938年に着工された。支柱建設にやや苦心はあったものの、工事はほぼスケジュールどおりに進み1940年7月1日に開通した。
当初、余裕を取って幅広に設計されるはずであったが、コストの制約から自動車の対面通行に最低限支障のない程度の比較的狭い幅員で建設された。モイセイフはコストと構造合理化の両面を考慮し、橋の本体について、橋桁の寸法をごく薄くした野心的な軽量設計を採用した。当時最新の架橋理論によれば、これでも必要な強度は確保でき、強風にも耐えられると判断されていたが、専門家の一部にはこれを不安視する声もあった。
建設中からタコマナローズ橋は風のある日に大きく揺れ、たわみやねじれを露呈した。橋桁は上下方向に揺れ、路面はあるところでは高くなり、あるところは低くなるのが、橋上にいてもはっきりわかるほどで、工事関係者を気味悪がらせた。このため開通を1か月後に控えた6月1日と2日には、橋の中央部でメインケーブルと桁をV字型に結ぶステーと、塔と桁を結ぶダンパーが設置された。
開通後も少々の風でひどい揺れを生じたため、さらに10月4日から7日にかけて側径間から地上へケーブルが張られた。しかしそれでも根本的な揺れは収まらなかった。
竣工後も派手に揺れ続け、振幅が1メートルを超えることもあった。
この橋はウィンザー・マッケイのアニメーション『恐竜ガーティ』からガーティの愛称があり、早くからロデオ競技になぞらえて “Galloping Gertie”（馬乗りガーティ）というあだ名が付くほどだった。橋を自動車で渡るドライバーが、走行中の異様な振動で乗り物酔いを誘発することすらあり、新しい橋に危惧を抱く者は、遠回りを承知で湾奥経由の移動を選んだ。
1940年11月7日、早朝から風による振動が続いていたが、風速が設計耐風速の53 メートル毎秒 (m/s)を大幅に下回る 19 m/s に達した途端、それまでの上下方向の振動から大きくねじれる揺れに変わった。このような揺れが1時間ほど続いた後、主径間の4分の1点で桁が座屈し、橋床が落下した。その直後に最終的な崩壊が始まり、主径間の橋桁がケーブルからちぎれて落下した。このため塔は側径間側に傾き、側径間は10メートルあまり下方にたわんだ。
なお、落橋直前は明らかに危険な状態であったことからいち早く両岸で通行規制が敷かれ、崩壊直前には橋の上の状況観察に徒歩で赴いた技術者・研究者らも陸上へ避難していた。したがって落橋の瞬間には橋梁上は無人で、人的被害は生じなかったものの、橋の上に停められた車に取り残されていたアメリカン・コッカー・スパニエル犬1匹が犠牲となった。

## 事故調査とその後の教訓
この大落橋が有名になったのは、崩壊のその瞬間のみならず、激しい揺れを生じ始めてから崩壊を終えるまでの全経過が映画用カメラで連続撮影され、映像として完全記録されていたためである。この詳細な記録により、構造物が風を受けて生じる振動についての研究が急速に進展した。
架橋直後からわずかな風でも激しく揺れることが問題となっており、おりしもワシントン大学の研究チームが調査中であった。風速測定や写真撮影による振動記録を含んだデータ取得が続けられていたが、11月7日朝に異常振動が始まったのを察知した研究チームは、急遽近くの写真店から映画カメラを借りてきて橋を観察できる位置に据え付け、結果として橋に起こった破滅の一部始終を映像として記録し得たのである。当時としてはまだ珍しいカラーフィルムで一部始終が記録された。
落橋後の原因調査で、桁が薄い板状になっていると振動が非常に起こりやすいことがわかった。この振動は自励振動（発散振動）と呼ばれ、本橋では横風によって桁の上下に発生した空気の渦が桁を上下に振動させ、上下に振動した桁がさらに大きな渦を発生させて振幅を増大させることで引き起こされた。タコマナローズ橋の場合は、桁の薄さと幅員の狭さが相まって剛性が不足し、ついには振幅増大による崩壊を許容してしまったのである。反省から、以後多くの長大吊橋には、補強のための補剛トラスが備わることとなった。
崩落は風による共振が原因だという説については、ロバート・H・スカンランやP・ジョセフ・マッケナ、アラン・C・ラザーらが誤解だとして否定している。共振は物体の固有振動数と外部の影響による強制的な振動の周波数の一致が必要だが、強風は振動の周波数が安定しておらず、共振現象が発生しそうにないというのがその理由である。
タコマナローズ橋落下は第二次世界大戦激化とも相まって、長大吊橋の建設を一時停滞させることにもなったが、この教訓から長大吊橋においては、補剛トラスで十分な強度を確保することの重要性が認識されるようになった。更なる改良として、1966年に開通したセバーン橋では補剛トラスで補強するのではなく、桁断面の形状を翼状にして風の影響を少なくするというアプローチをとっている。
崩壊したタコマナローズ橋の残骸の大半は解体・売却されたが、その代金をもってしても建設費用を賄えず、収益は赤字となってしまった。ただし、ケーブルアンカーなど一部の部品は下記の新しい橋に再利用された。現在、タコマナローズに崩落した橋の残骸は、人工漁礁として機能している。

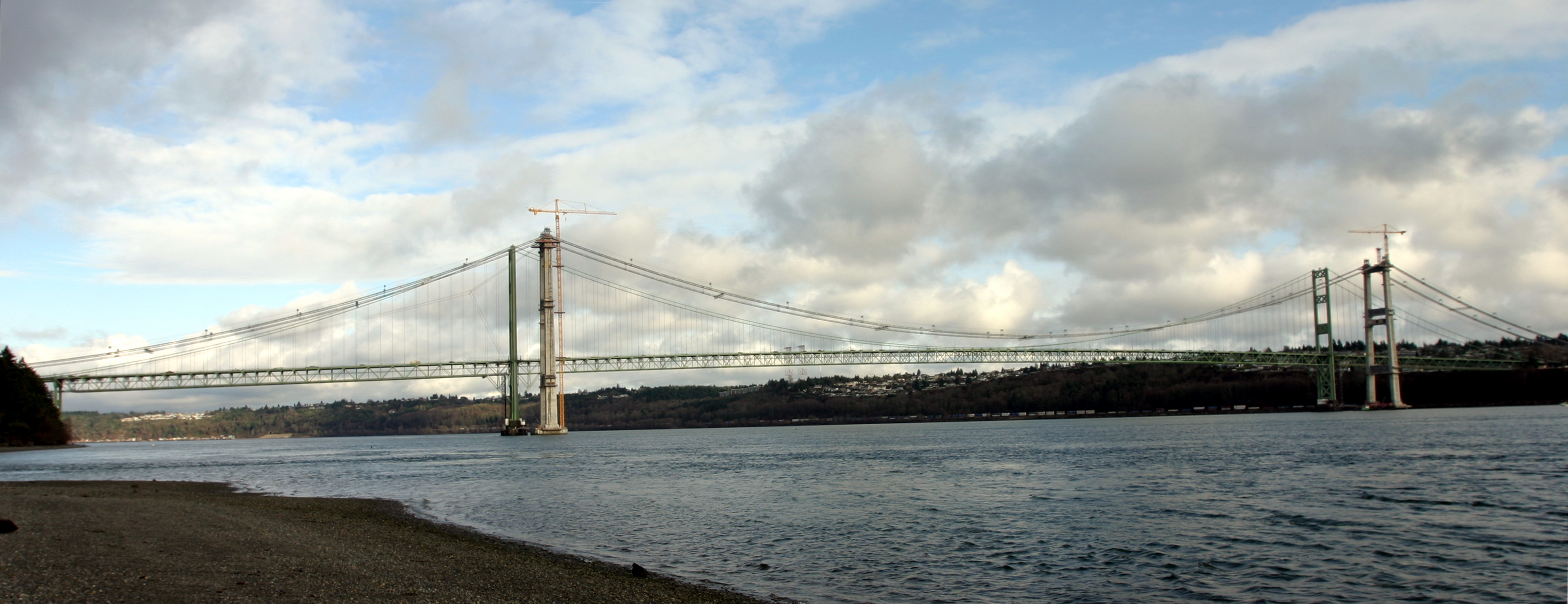
1950年完成の新しいタコマナローズ橋（奥）と、2007年完成の第2の橋（手前）

タコマナローズにはその後新しい橋が建設され、1950年10月14日に開通した。長さは 5979フィート（1822メートル）、最大スパンは 2800フィート（853メートル）、海面からの高さは 57.15メートル。建設業者は以前と同じ。今度は揺れなかったため、“Sturdy Gertie”（丈夫なガーティ）のあだ名がついた。当初1日6万台の通過を予定していた新タコマナローズ橋はその後交通量が増加したため、2002年からすぐ横に新しい吊橋の建設が行われた。新橋建設途中の2005年には交通量は1日9万台に達した。新橋は2007年7月15日に開通し、従来の橋は西向き、新しい橋は東向きの車線に使われている。
通行料は東行きのみ徴収で、普通車は現金・カード払いが6.25ドル、Good To Go!が5.25ドル、後日郵送が7.25ドルとなる。